# Gran Hotel Beira
El Gran Hotel Beira (en portugués: Grande Hotel Beira) fue un hotel de lujo en Beira, en el país africano de Mozambique que funcionó entre 1954 y 1963. El edificio fue utilizado como base militar en la guerra civil de Mozambique, y es actualmente el hogar de 3.500 ocupantes ilegales.
En 1932, el plan urbanístico de Ponta Gea fue diseñado por los hermanos arquitectos Rebelo de Andrade, y el plan incluía un hotel con una piscina olímpica en un lugar con vistas al Océano Índico, la desembocadura del río Buzi y el puerto marítimo de Beira.
En 1955, el Hotel Grande se inauguró en un acto oficiado por el obispo católico de Beira, Sebastião Soares de Resende. Los residentes blancos de Beira podían usar la piscina, y recordaban el Hotel Grande como un palacio de lujo ilimitado donde se podía comer el chocolate "más fino".